# Peter Schnell (Politiker)
Peter Schnell (* 9. Dezember 1935 in Ingolstadt; † 3. November 2024) war ein deutscher Jurist und Politiker der CSU.

## Werdegang
Nach dem Abitur am Willibald-Gymnasium in Eichstätt studierte Schnell Rechtswissenschaften in München und Erlangen (1958 erste und 1962 zweite juristische Staatsprüfung) und arbeitete zunächst im bayerischen Justizdienst als Staatsanwalt und Amtsgerichtsrat. 
Von 1966 bis 1972 war er Abgeordneter des Bayerischen Landtags und dann bis 2002 Oberbürgermeister von Ingolstadt. Er konnte bei den Kommunalwahlen 2002 wegen der damals in Bayern geltenden Altersgrenze von 65 Jahren nicht mehr antreten.
Schnell war auch nach seiner Amtszeit politisch und gesellschaftlich aktiv. Unter anderem war er von 1998 bis 2008 nichtberufsrichterliches Mitglied des Bayerischen Verfassungsgerichtshofs.

## Privates
Peter Schnell war verheiratet und Vater von vier Kindern. Er starb am 3. November 2024 im Alter von 88 Jahren.

## Auszeichnungen und Preise
- 1982: Bundesverdienstkreuz am Bande
- 1989: Bundesverdienstkreuz erster Klasse
- 1991: Bayerischer Verdienstorden
- 1999: Ehrensenator der Katholischen Universität Eichstätt-Ingolstadt
- 2000: Ehrensenator der Technischen Hochschule Ingolstadt
- 2004: Großes Bundesverdienstkreuz
- Kommunale Verdienstmedaille in Gold
- Ehrenbürger der Stadt Ingolstadt
- Ehrenmitglied der katholischen Studentenverbindung KBStV Rhaetia München[2]